# Freudenberg (Siegerland)
Freudenberg (Siegerland) is een stad en gemeente in de Duitse deelstaat Noordrijn-Westfalen, gelegen in de Kreis Siegen-Wittgenstein. De gemeente telt 17.729 inwoners (31 december 2020) op een oppervlakte van 54,49 km². Freudenberg is internationaal beroemd om zijn vakwerkhuizen.

## Delen van Freudenberg

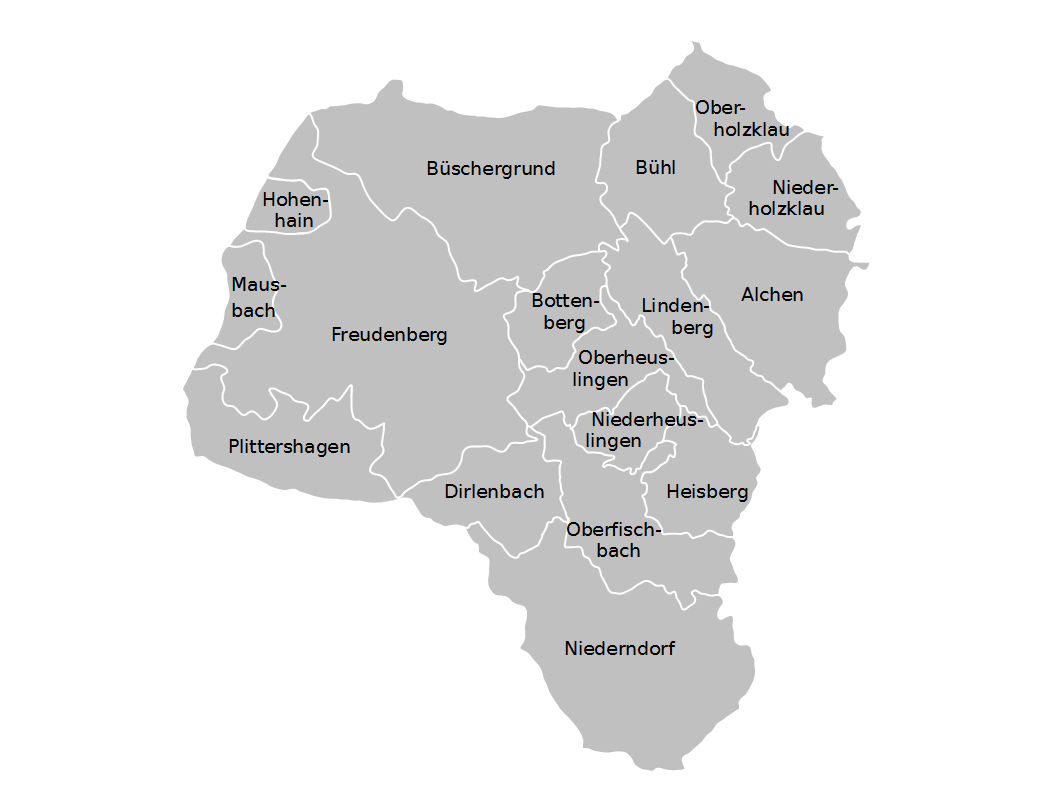
Kaart der stadsdelen van Freudenberg

Freudenberg is verdeeld in 17 stadsdelen, te weten:
- Alchen,	1870 inwoners
- Bottenberg,	252
- Bühl,	412
- Büschergrund,	3370
- Dirlenbach,	339
- Freudenberg - stad,	5303
- Heisberg,	187
- Hohenhain,	451
- Lindenberg,	854
- Mausbach,	152
- Niederheuslingen,	404
- Niederholzklau,	156
- Niederndorf, 1703
- Oberfischbach,	963
- Oberheuslingen,	914
- Oberholzklau,	668
- Plittershagen,	421

Totaal:	18.419 inwoners.
Bron bevolkingscijfer:  (website gem. Freudenberg). Peildatum: 1 juli 2021.

## Geboren te Freudenberg
- Hans-Ulrich Wehler (* 11 september 1931; † 5 juli 2014 in Bielefeld), invloedrijk historicus; trachtte de geschiedschrijving te hervormen door op de sociale geschiedenis meer de nadruk te leggen dan zijn voorgangers in deze tak van wetenschap; Wehler was een tegenstander van het toestaan van immigratie door grote aantallen moslims in West-Europa.

## Afbeeldingen

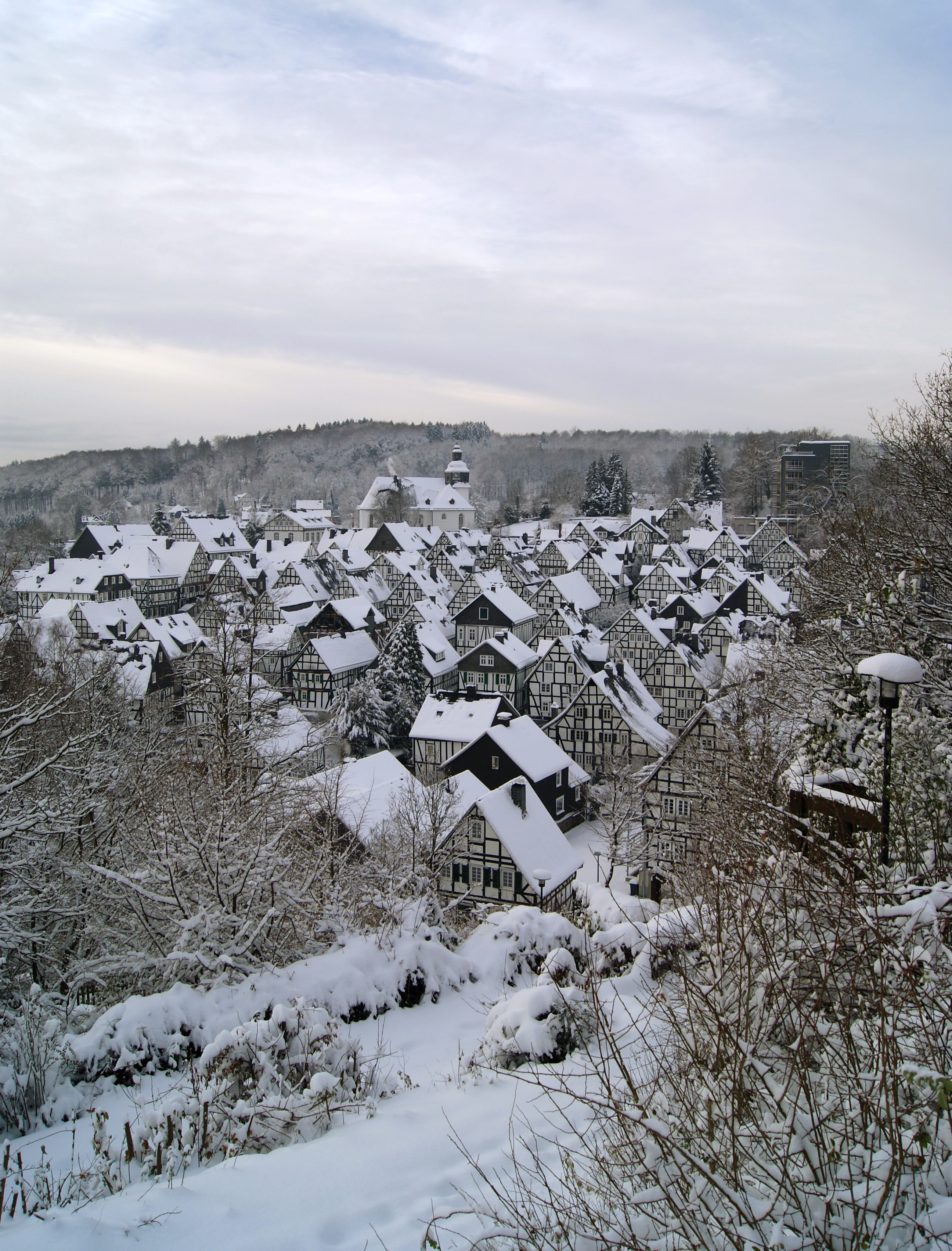
Gezicht op Freudenberg
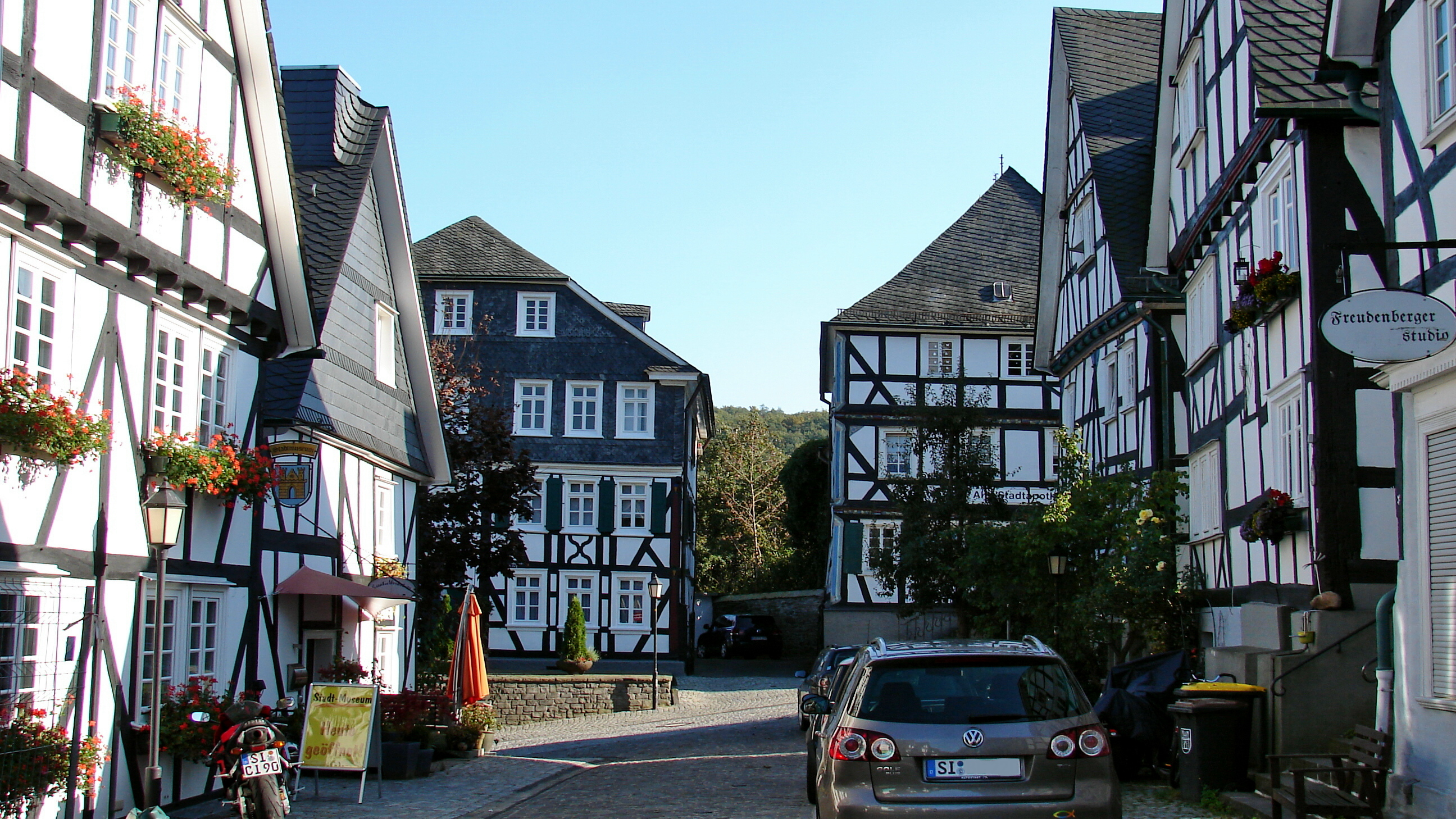
Mittelstraße
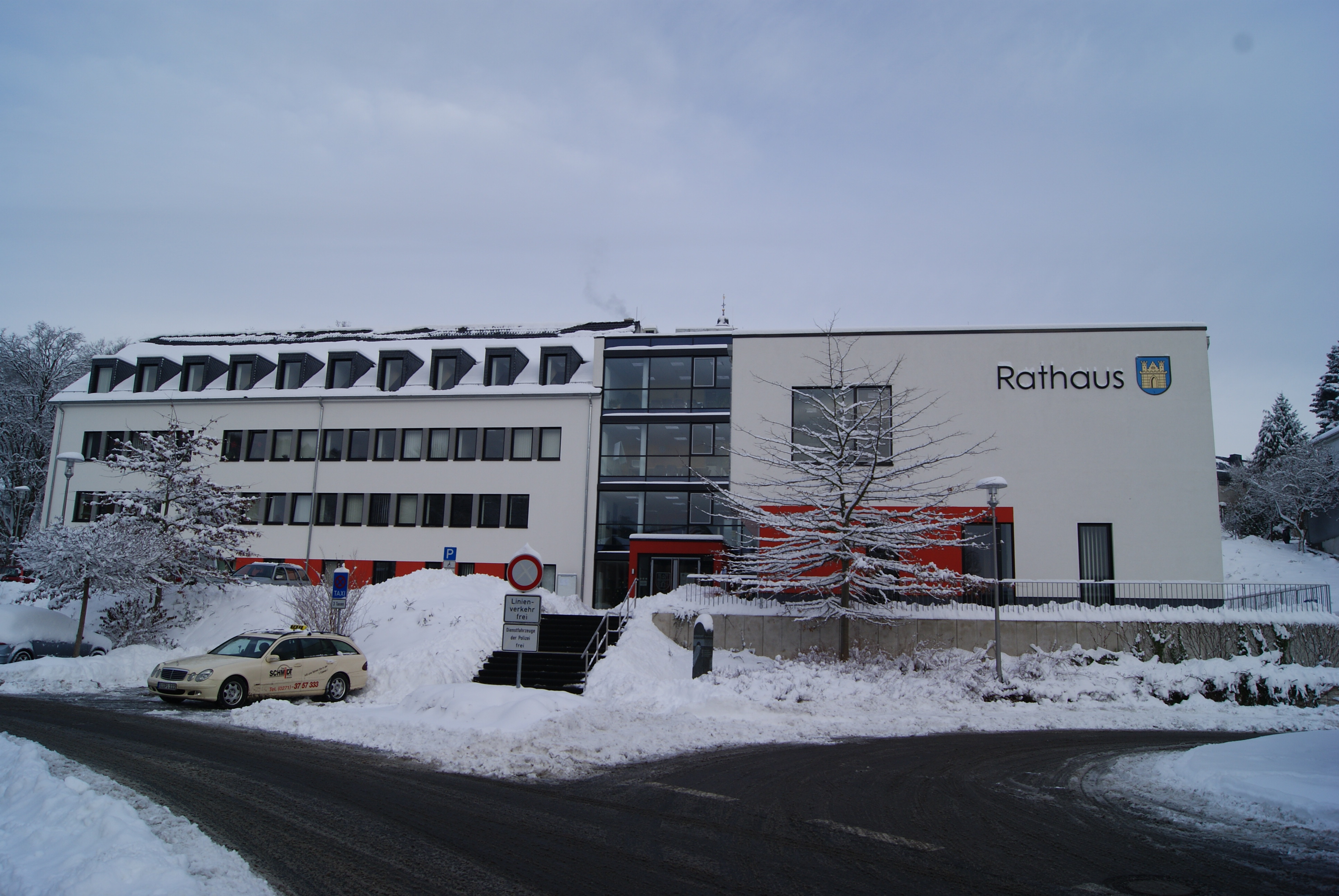
Gemeentehuis

Bad Berleburg · Bad Laasphe · Burbach · Erndtebrück · Freudenberg · Hilchenbach · Kreuztal · Netphen · Neunkirchen · Siegen · Wilnsdorf